# 동일방직 사건

1970년대의 동일방직 노동자.
인천광역시립박물관 특별전시

동일방직 사건은 1978년 2월 21일 쟁의중인 동일방직 노동조합의 조합원들에게 반대파가 똥물을 뿌린 사건이다. 1976년부터 쟁의를 계속해 오던 동일방직 노동조합은 이 일을 계기로 중앙정보부의 공작 대상이 되어 와해 되었고, 해고된 노동자들은 블랙리스트에 올라 재취업을 할 수 없었다. 2010년 2월 대법원은 동일방직 노조사건 피해자가 국가를 상대로 낸 손해배상 청구소송에서 국가는 피해자 개인에게 2천만원을 배상하라는 판결을 내렸다.

## 배경

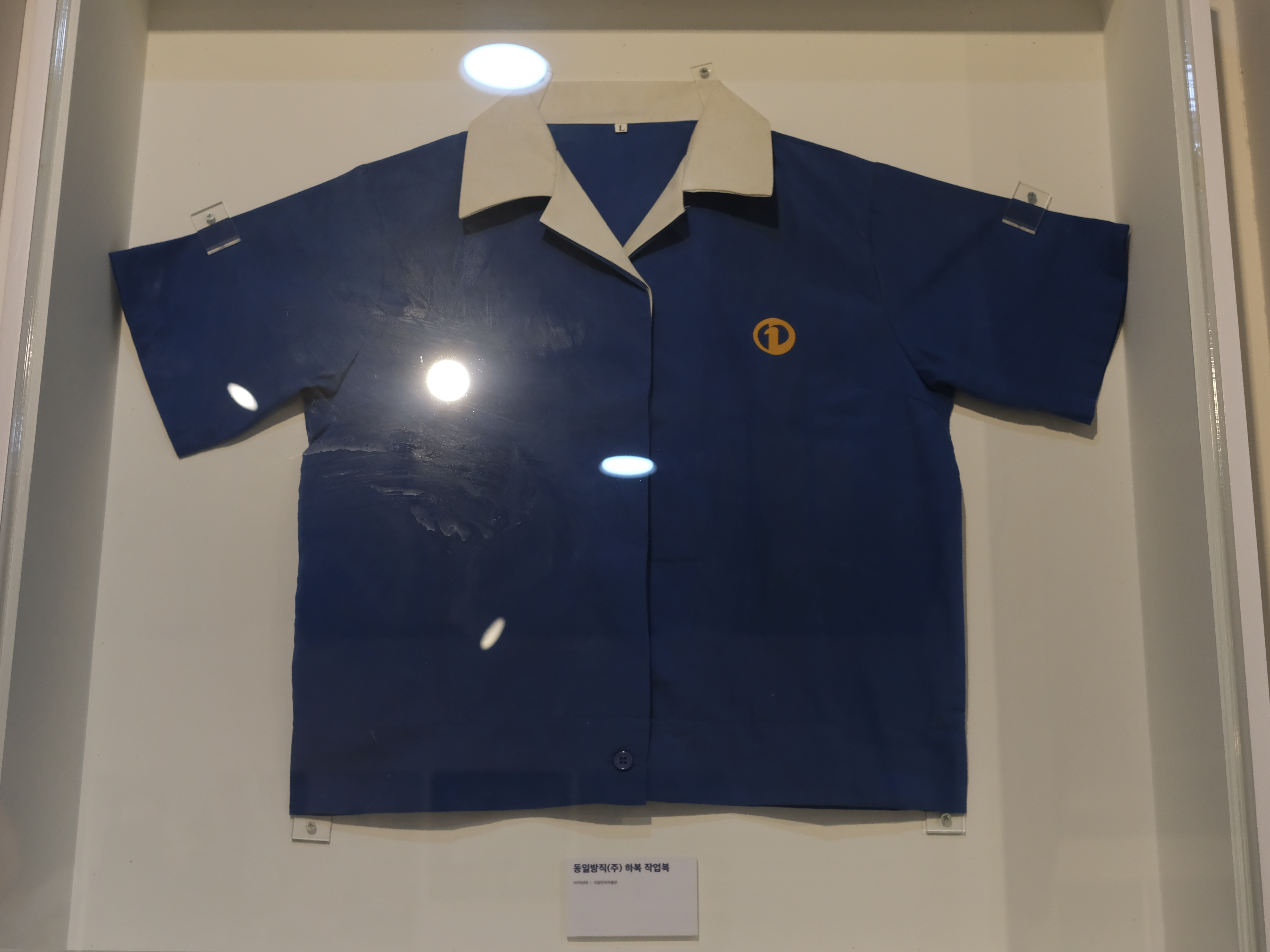
동일방직 하계 작업복. 국립민속박물관 소장.

동일방직은 일제강점기인 1930년대 5대 방적업체 중 하나였던 동양방적 인천공장을 적산 불하 받아 1955년 인천에 동구 만석동에 세워진 방직 공장이다. 광목·포플린·재봉실·혼방직물·면직물을 생산하였으며, 생산품은 국내에 시판하고 일부 수출도 하였다. 1970년대에 들어 인천의 대표적인 공장 가운데 하나가 되었다. 동일방직의 생산직 노동자는 대부분 여성이었다. 그러나 이른바 "어용"이었던 노동조합은 남성에 의해 장악되어 있었고 오히려 노동자를 감시하는 기구로서 작용했다. 1972년 당시 1,300여 조합원 중 남성은 200여 명에 불과했다. 한편, 여성 노동자는 장시간 노동과 열악한 처우, 낮은 임금으로 고통받고 있었다. 그에 더해 1분간 140 걸음을 걸어야 하는 표준동작을 제시하는 테일러주의 노무 관리는 그야말로 한 숨 쉴 틈이 없도록 노동자를 몰아넣었다.
저는 동일방직 와인다 3반에 근무하는 안순욱입니다. 저는 5년 동안 동일방직에 근무한 여자 근로자로서 …… 5년간 동일방직에 근무하면서 하기 휴가가 한 번도 없던 중에 금년 여름에 하기 휴가를 준다는 소식에 저의 마음은 …… 한 없이 부풀어 있었습니다. …… 휴가는 15일부터 19일까지 였습니다. 그러나 저희 3반은 14일 밤일을 하느라 15일 새벽 6시에 퇴근하고 집에 갈 생각들을 하고 있었습니다. …… 퇴근 시간만 기다리고 있던 중 퇴근 2시간 전에 와인다 대장 김춘옥양이 작업장에 들어와서 우리 와인다 3반은 6시에 퇴근할 수 없고 두 시간 연장하여 8시에 퇴근해야 한다고 하였습니다. ……— 안순욱의 진정서

인천지역은 60년대부터 꾸준히 민주노조 운동이 전개되고 있던 지역이다. 당시 산업화에 따른 급격한 도시화로 공장 노동자가 급증하였으나 전태일 이후에도 노동 조건은 매우 열악하였다. 한편 당시 한국노총 중심의 기존 노동조합은 노동자의 권익을 대변하지 못하고 오히려 사용자의 수족처럼 노동자를 억합하고 있었다. 이러한 상황에서 민주노조 운동은 방직과 같은 경공업에 종사하는 여성노동자가 중심을 이루었다. 인천지역 민주노조 운동에는 개신교의 인천 도시산업선교회와 천주교의 인천 가톨릭노동청년회 등의 영향이 컸다.
동일방직 여성 노동자들도 이러한 민주노조 운동에 영향을 받아 노동조합 민주화를 시도하게 된다. 1972년 5월 10일 있었던 노동조합 정기 대의원 대회에서 지부장으로 여성 노동자 주길자를 선출한 것이다. 당시 한국노총에는 산하에 448개의 지부가 있었으나 여성 지부장이 선출 된 것은 이번이 처음이었다. 이후 동일방직 노동조합은 민주노조 운동에서 상징성을 지니게 되었다.

## 노사 갈등

### 나체 시위
1972년 최초의 여성 지부장 선출 이후 노동조합은 1975년에도 계속하여 여성 지부장 이영숙을 선출하여 노동자의 권익을 보호하고자 하였다. 그러나 회사측은 지부장을 남성으로 교체하려 시도하고 노동조합의 활동을 위축시키기 위해 갖은 방해를 일삼았다. 1975년 5월 정기 대의원 대회는 회사측의 방해로 무산되었고, 남성 조합원들이 이 지부장을 폭행한 사건이 일어나자 경찰은 오히려 지부장을 연행하였다. 그 사이 경기도는 남성 조합원들이 소속된 노동조합을 인정하여 민주노조를 불인정하였다. 당시 노동법은 한 사업장에서 하나의 노동조합만을 인정하고 있었다. 여성 노동자들이 이에 항의하자 회사측을 등에 업은 남성 조합원들은 이들을 기숙사에 감금하였다. 여성 노동자 2백여명은 창문을 부수고 기숙사를 나와 노조사무실에서 농성을 벌였고 결국 전면 파업으로 이어졌다. 파업은 회사측과 정부 당국의 탄압으로 순탄치 않았다. 파업 3일째 경찰이 농성장을 둘러싸고 강제 연행을 시도하자 조합원들은 옷을 벗고 알몸으로 저항하였다.
농성 사흘째인 1976년 7월 25일 오후, 마침내 경찰의 강제해산이 시작되었다. 방석복과 곤봉으로 무장한 전투경찰대가 시퍼런 경찰버스를 앞세워 회사 안으로 진입해 들어왔다. 생전 처음 보는 광경에 겁에 질린 일부 여성들은 엉엉 울음을 터뜨렸다. 이때 누군가 다급히 외쳤다.
“벗고 있는 여자 몸엔 경찰 아니라 그 누구도 손 못 댄대!”
— 동일방직사건 - “똥을 먹고 살 순 없다”, 오픈 아카이브

경찰은 당황하여 주동자만 내 놓으면 물러나겠다고 했지만 농성에 참가한 여성 노동자들은 모두 내가 주동자라고 나섰다. 경찰은 회사 간부의 손가락질에 따라 노조 간부를 곤봉으로 때리며 연행하였다. 당시 경찰은 조합원 72명을 연행하였고 농성은 강제 해산되었다. 그러나 여성 조합원들은 해산을 거부하고 이튿날 다시 농성을 시작하였다. 이 사건이 언론에 보도되어 부담을 느낀 당국은 연행자를 석방하였다. 그러나 많은 노동자들이 진압 당하는 과정에서 부상을 입었고 두 명의 여성 노동자는 이 날의 충격으로 6개월 이상 정신 치료를 받아야 했다.

### 똥물 사건
동일방직의 노동 쟁의는 해를 바꾸어도 계속되었다. 회사측이 여성 노동자가 중심이 된 민주노조를 인정하지 않았기 때문이다. 1977년 노동부가 감시하는 가운데 대의원 대회가 열려 새 집행부를 구성하게 되었다. 여성 조합원들은 외부의 압력에 굴하지 않고 다시 여성 노동자 이총각을 지부장으로 선출하였다. 이총각은 천주교의 인천 가톨릭노동청년회 활동을 통해 노동운동에 앞장서게 되었고 1974년 첫 지부장 주길자가 사임했을 당시 권한대행을 한 적이 있었다.
1978년 2월 21일 새 지부장을 선출하는 대의원 대회가 열렸다. 이날 대의원 대회는 경찰과 회사 간부, 그리고 회사측의 남성 조합원들이 애워싼 가운데 진행되었다. 여성 노동자들이 이에 아랑곳하지 않고 다시 여성 노동자를 지부장으로 선출할 기미가 보이자 남성 조합원 여럿이 선거함을 부수어 선거를 중단 시키고 어디선가 똥물을 가져와 여성 조합원들에게 뿌렸다. 이 사건으로 선거는 무산되었다. 선거가 무산되자 한국노총 섬유노조는 기다렸다는 듯이 동일방직 지부를 사고지부로 규정하고 지부장을 비롯한 간부를 "도시산업선교회와 관련이 있는 반조직행위자"라는 이유로 제명하였다. 유신 정권은 색깔론으로 사태의 본질을 흐리려 하였다. 정부는 동일방직 노조가 도시산업선교회의 지시에 따라 행동하며 도시산업선교회는 빨갱이 단체라고 선전하였다. 기독교 단체를 공산주의로 모는 것은 이치에 닿지 않는 일이었지만, 정체불명의 홍지영이라는 작가는 《도시 산업선교 무엇을 노리나》라는 책을 출간하였고 정부의 권장 도서가 되어 전국에 배포되었다.
합법적인 모든 수단이 막히자 여성 노동자들은 거리로 뛰쳐 나왔다. 3월 10일 근로자의 날 기념식장에 나아가 한국노총 위원장의 퇴진을 요구하다 31명이 연행되었고 일부는 명동성당으로 들어가 김수환 추기경에게 중재를 호소하기도 하였다. 동일방직 여성 노동자 110명은 명동성당과 도신산업선교회 양쪽으로 나뉘어 단식농성에 돌입하였다. 개신교 신자로 도시산업선교회에서 활동하던 정명자는 1978년 3월 26일 열린 여의도 부활절연합예배장의 새벽기도회 단상으로 뛰어 올라가 "우리는 똥을 먹고 살 수 없다" 등을 외치며 노조 탄압의 부당성을 알렸다. 개신교와 천주교를 비롯한 각계 인사는 사태 해결을 위해 동일방직사건긴급대책협의회를 구성하고 정부와 협상하였다. 협상 결과 2월 21일 선거 무산 사태 이전으로 상황을 복구하기로 약속하였으나 회사는 "회사의 명령에 절대 복종"을 서약하는 각서를 요구하였다. 회사의 무리한 요구를 노동자들이 거부하자 동일방직은 4월 1일 126명을 해고하였고 한국노총 섬유노조는 이들 해고자 명단을 담은 블랙리스트를 각 기업체에 돌려 취업을 막았다.

## 해고 이후
126명의 해고로 노조는 사실상 와해되었고 이후 다시 남성 노동자 중심의 어용노조 체계로 돌아갔다. 해고 노동자들은 기약도 없는 복직 투쟁을 시작하였다. 1979년 10.26 사건이 일어난 뒤 잠시 해결의 실마리가 보였으나 5·17 쿠데타로 전두환이 집권하자 해고 투쟁은 장기화되었다. 해고자 126명은 사건 이후 계속하여 복직을 요구하였다. 2001년 민주화운동 관련자 명예회복 및 보상심의위원회는 해고자 가운데 73명을 민주화운동 관련자로 인정하였고 회사에 34명의 복직을 권고했지만 회사는 받아들이지 않았다.
해고자들의 싸움은 2019년에도 진행 중이다. 당시 해고된 최연봉씨는 노동조합 활동 방해의 책임을 물어 국가를 대상으로 소송을 진행 중이다. 최연봉씨는 "예순이 넘은 나이지만 복직해서 단 하루라도 일하고 당당하게 사표를 내는 것이 바람"이라고 밝혔다.

## 여파
동일방직 사건은 이후 민주노조 운동에 큰 영향을 미쳤다. 회사와 정부, 노총이 한 몸이 되다시피 하여 노동자를 탄압한 일은 역설적으로 민주노조의 필요성을 절감하게 하였다. 1987년 민주화 운동의 과정에서 인천지역에서는 인천지역민주노동자연맹과 같은 노동자 정치 조직이 만들어졌고 인천지역노동조합협의회를 거쳐 민주노총 인천본부가 결성되자 많은 노동조합이 이에 가입하였다.
한편 동일방직은 2014년 생산 공장을 베트남으로 이전하였고 2017년 인천공장을 폐쇄하였다.

## 같이 보기
- 구로동맹파업